# Gonini (rivier)
De Gonini is een rivier in Suriname. De rivier ligt in het district Sipaliwini, in het ressort Tapanahony en loopt bijna evenwijdig met de grotere en bekendere Tapanahonyrivier die iets noordelijker loopt. 
De Gonini is een zeer grillige rivier die veel bochten (meanders), kleine eilandjes en stroomversnellingen kent. De Gonini wordt gevoed door twee bronrivieren, de Emma en de Wilhelmina. Dwars de beide bronrivieren Emma en Wilhelmina kruisend wou men volgens de oorspronkelijke plannen rond 1902 van de Tapanahony naar Benzdorp de Lawaspoorweg aanleggen. Op de plaats waar de Wilhelminarivier en de Emmarivier samenvloeien krijgt de rivier de naam Gonini. De rivier baant zich daarna in noordoostelijke richting een weg door het dichte regenwoud. De rivier stroomt door een zeer dunbevolkt gebied in het regenwoud waar nauwelijks tot geen dorpen te vinden zijn. Uiteindelijk mondt de Gonini uit in de Lawa,  ten zuiden van Cottica. 

## Gonini-expeditie
In 1903 was er een expeditie onder leiding van A. Franssen Herderschee om die rivier en de omgeving in kaart te brengen.

## Galerij

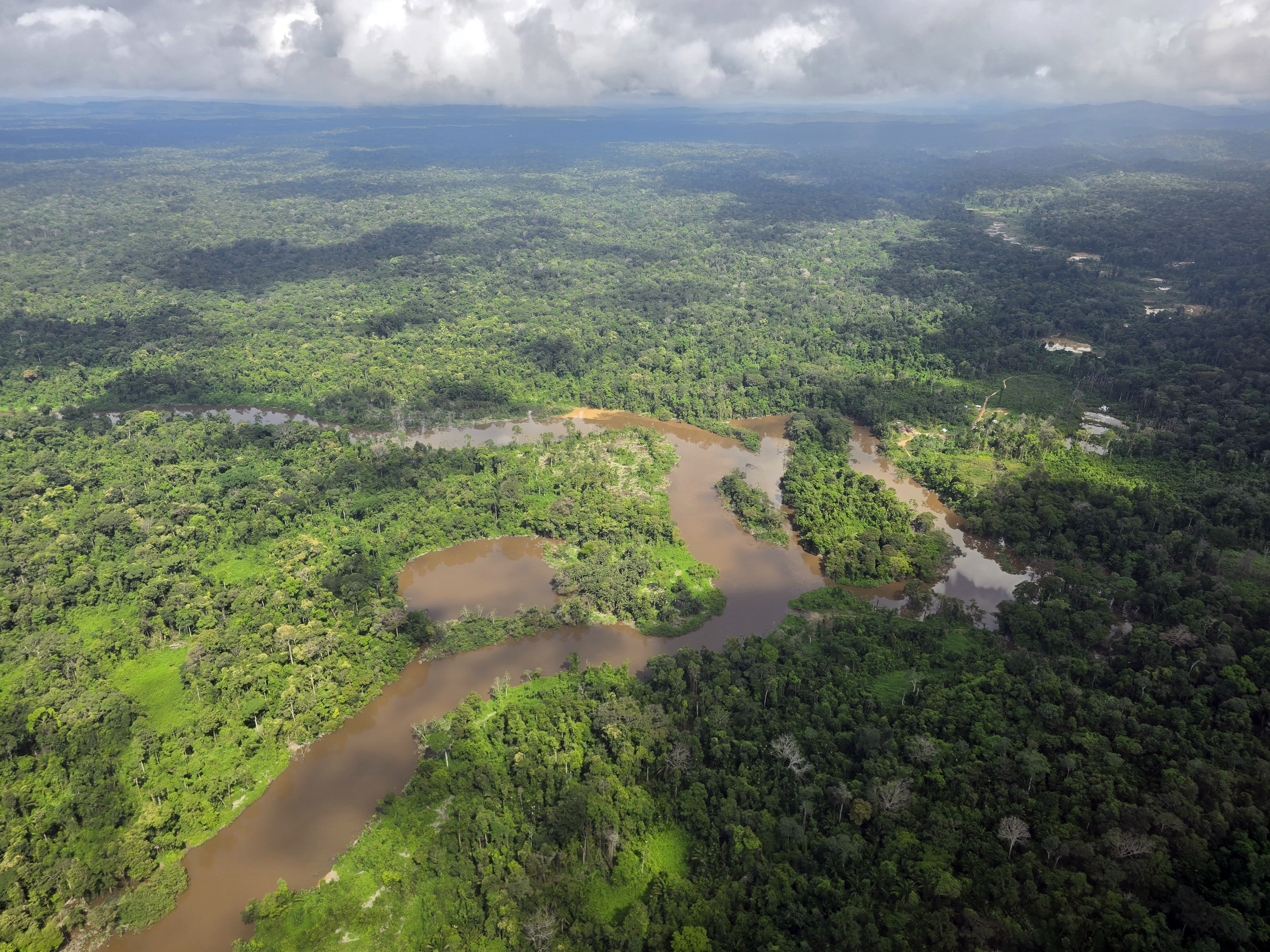
Luchtfoto
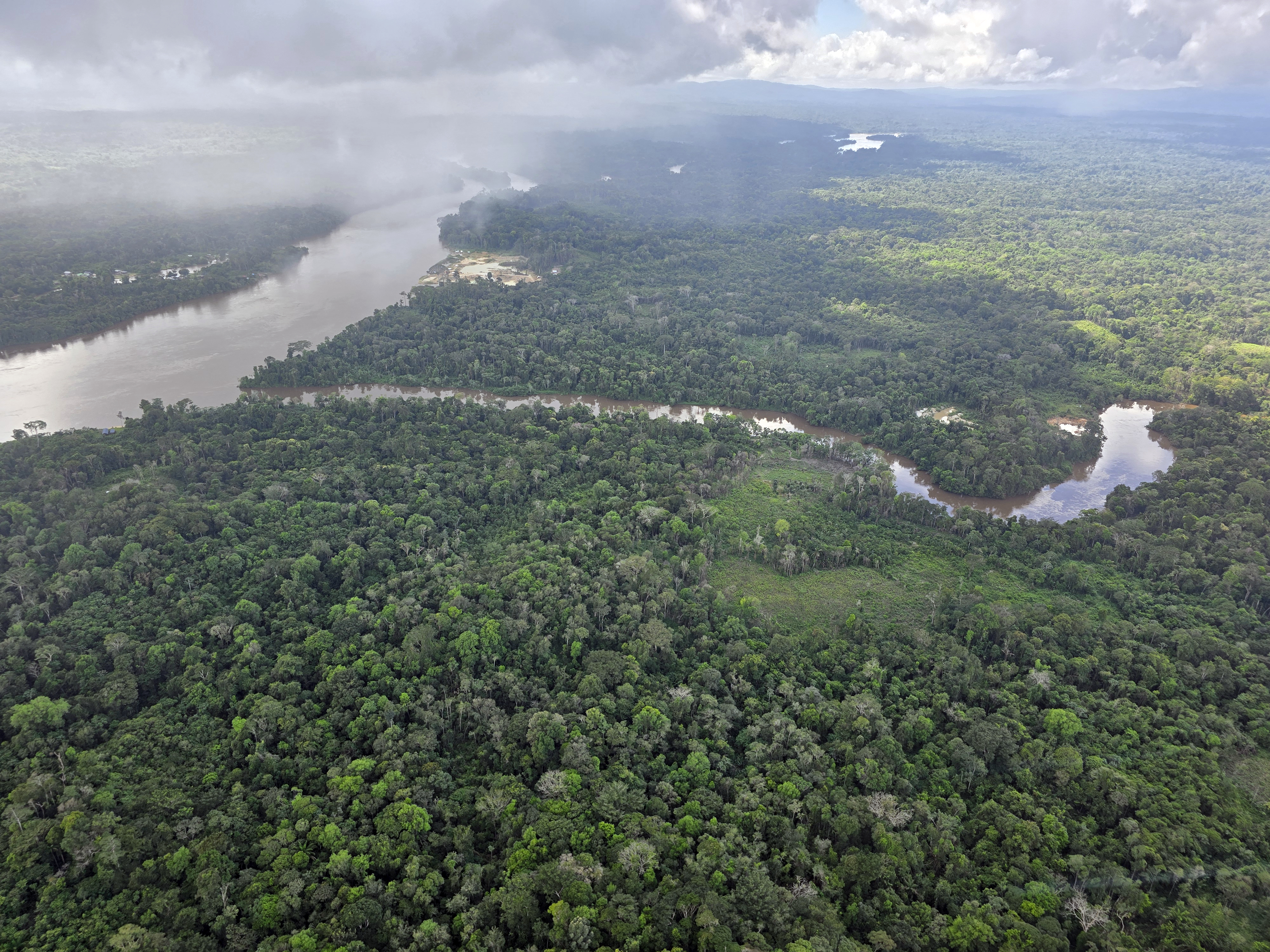
Monding
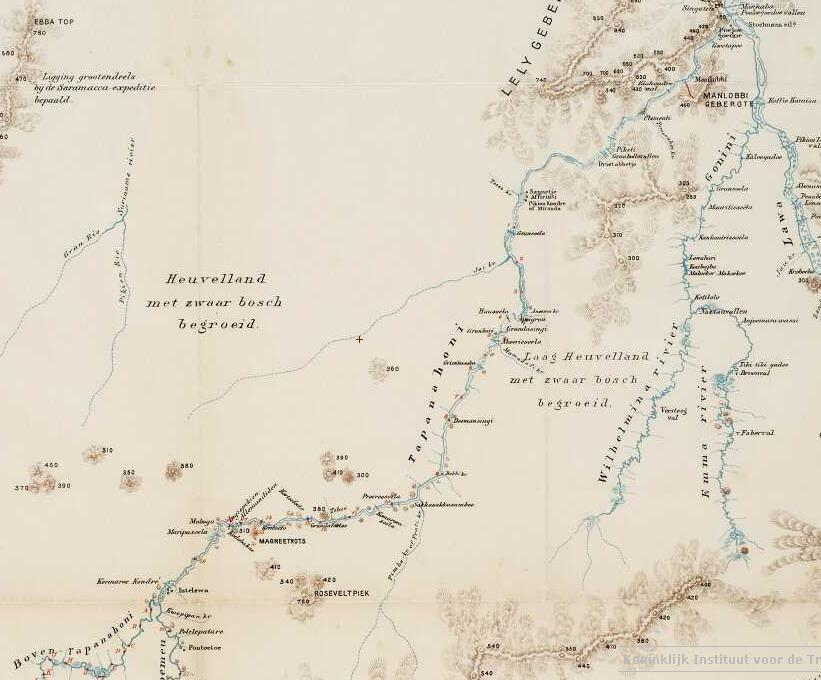
Franssen Herderschee (1905)